# Epipagis disparilis
Epipagis disparilis là một loài bướm đêm trong họ Crambidae.